# Свенсонов канюк
Свенсонов канюк, или сарыч Свенсона (лат. Buteo swainsoni) — вид хищных птиц рода настоящих канюков (Buteo) семейства ястребиных (Accipitridae), обитающий на западе Северной Америки. Вид назван в честь английского орнитолога Уильяма Свенсона (1789—1855).
117–137 cm

## Описание
Свенсонов канюк достигает длины от 48 до 56 см, размах крыльев варьирует от 117 до 137 см. Благодаря длинным и тонким крыльям его легко отличить от других видов ястребиных. В парящем полёте над равнинами он напоминает коршунов. Оперение у свенсонова канюка очень разнообразное. В отличие от краснохвостого канюка, у него нет светлых пятен на крыльях, клюв менее массивный. Верхняя сторона крыльев окрашена в однородный коричневый либо тёмно-коричневый цвет, а их край более светлый. Нижняя сторона также более светлая. На горле у свенсонова канюка белое пятно. 
Радужная оболочка у молодых особей серая или синевато-серая; в первый год жизни становится желтоватой, на второй год — бледно-коричневой, а у взрослых особей — от тёмно-коричневого до красновато-коричневого цвета. Клюв от серовато-коричневого до черноватого цвета, в уголках рта тускло-голубой или бледно-оливковый. Восковица и ротовая полость от бледно-зеленовато-жёлтого до жёлтого цвета.
Существует три типажа окраски оперения.

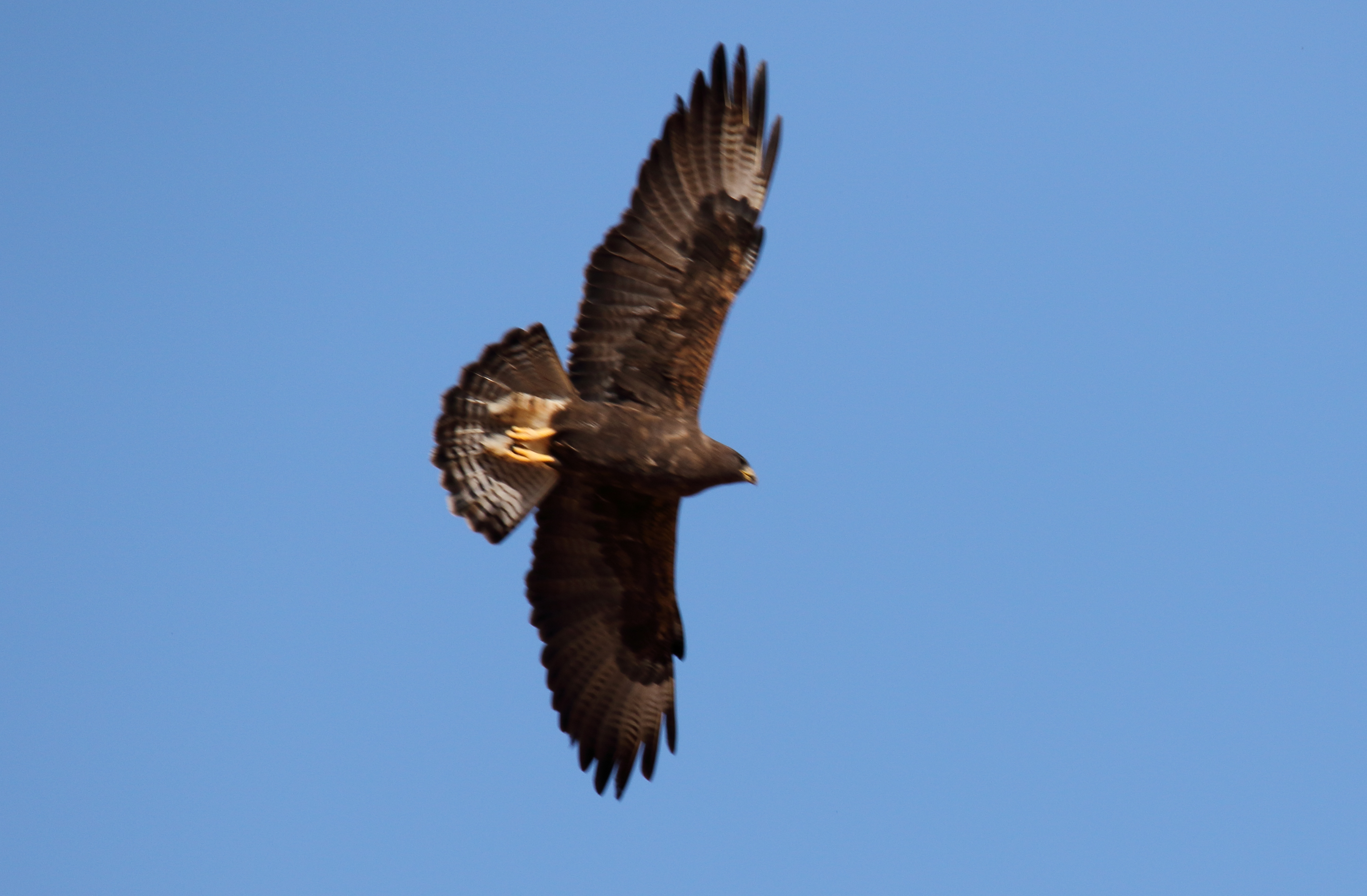
Свенсонов канюк в полёте

### Светлая морфа
Нижняя сторона крыльев со светлой, грязновато-белой базовой окраской, контрастирующей с тёмными поперечными полосками. Грудь коричневая, чётко выделяющая на фоне белой нижней стороны тела. По бокам тонкие светло-коричневые полоски. Перья у основания ног белые и одноцветные. Молодь, относящаяся к этой морфе, имеет тёмную полоску у подбородка, контрастирующую со светлым горлом, а также светлые полоски над глазами, тянущиеся от основания клюва до задней части головы. На боках крупные, на животе более мелкие тёмные пятна.

### Средняя морфа
Окраска средней морфы колеблется между светлой и тёмной морфами и включает коричневатый тип. У него нижняя сторона светло-коричневого цвета равномерно покрыта поперечными полосками.

### Тёмная морфа
Тёмная морфа свенсонова канюка окрашена в тёмно-коричневый цвет с белыми перьями на нижней стороне хвоста. Светлые поперечные полоски на нижней стороне крыльев не очень сильно выделяются от тёмной нижней стороны. У наиболее тёмных особей этой морфы нижняя сторона одноцветная.

## Голос
Вне брачного сезона свенсонов канюк едва подаёт голос. Его крик обычно звучит как громкое «киаррррр», однако он всё же уступает по громкости крику краснохвостого канюка.

## Распространение
Свенсонов канюк встречается на западе США, на Великих равнинах. На севере его ареал простирается до юго-запада Канады, на юге — до севера Мексики. Представители этого вида частично совершают перелёты в крупных стаях. Большая часть зимует в Южной Америке, реже во Флориде или в Калифорнийской долине.